# 中国植物病理学会
中国植物病理学会是中华人民共和国植物病理科技工作者组成的全国性、学术性、非营利性社会团体，由中国科学技术协会主管，1929年5月在南京市成立。